# Акимиски

Остров Акимиски (на английски: Akimiski Island) е 23-тият по големина остров в Канадския арктичен архипелаг. Със своята площ от 3001 км2 островът заема 29-о място по големина в Канада и 163-то в света. Макар островът да се намира на стотици километри южно от архипелага, административно принадлежи към канадската територия Нунавут и затова е включен в Канадския арктичен архипелаг.
Островът се намира в най-южната част на Хъдсъновия залив, по точно в западната част на залива Джеймс. Тесният 19-километров проток Акимиски на запад го отделя от бреговете на провинция Онтарио.
Бреговата линия с дължина 261 км е много слабо разчленена, в голямата си част блатиста и труднодостъпна. От запад на изток дължината му е 86 км, а от север на юг – ширината 32 км.
Релефът е равнинен, понижаващ се от юг на север с максимална височина от 34 м. Островът е изпъстрен с множество малки езера и къси реки, течащи главно от юг на север.
Средната годишна температура на острова е 2,5 °C, а годишните валежите са 700 мм – 450 мм от дъжд и 250 мм от сняг. Растителната покривка е бедна, представена главно от мъхове, лишеи, треви, цветя и черни ели джуджета. Обиталище на много прелетни птици. В северната част на острова има птичи резерват.
Сега островът е необитаем, но в миналото са живели индиански племена и са го използвали за извършване на ритуални обреди.
Островът е открит през 1631 г. от английския мореплавател Томас Джеймс (1593 – 1635).
|  | Тази страница частично или изцяло представлява превод на страницата Akimiski Island в Уикипедия на английски. Оригиналният текст, както и този превод, са защитени от Лиценза „Криейтив Комънс – Признание – Споделяне на споделеното“, а за съдържание, създадено преди юни 2009 година – от Лиценза за свободна документация на ГНУ. Прегледайте историята на редакциите на оригиналната страница, както и на преводната страница, за да видите списъка на съавторите. ВАЖНО: Този шаблон се отнася единствено до авторските права върху съдържанието на статията. Добавянето му не отменя изискването да се посочват конкретни източници на твърденията, които да бъдат благонадеждни. |